# Yang Chia-chen
Yang Chia-chen (chinesisch 楊佳臻; * 11. September 1984) ist eine taiwanische Badmintonspielerin. 

## Karriere
Yang Chia-chen wurde 2008 Zweite bei den US Open im Damendoppel mit Tsai Pei-ling. 2010 wurde sie mit Hung Shih-chieh Neunte bei den China Open und 17. bei den Hong Kong Open. Bei den Malaysia Open 2010 wurde sie Fünfte im Doppel mit Chou Chia-chi.

## Sportliche Erfolge
| Saison | Veranstaltung  | Disziplin   | Platz | Name                             |
| ------ | -------------- | ----------- | ----- | -------------------------------- |
| 2007   | Universiade    | Damenteam   | 3     | Taiwan                           |
| 2008   | US Open        | Damendoppel | 2     | Tsai Pei-ling / Yang Chia-chen   |
| 2010   | China Open     | Damendoppel | 9     | Yang Chia-chen / Hung Shih-chieh |
| 2010   | Hong Kong Open | Damendoppel | 17    | Yang Chia-chen / Hung Shih-chieh |
| 2010   | Malaysia Open  | Damendoppel | 5     | Yang Chia-chen / Chou Chia-chi   |